# Tumorski markeri
Tumorski markeri ili tumorski biljezi su tvari koje stvaraju stanice raka pa njihova razina u krvi obično odgovara veličini tumorske mase, a svaku nakupinu stanica koja nekontrolirano i samostalno raste naziva se tumorom, koji može biti dobroćudan i zloćudan. Za razliku od dobroćudnog, zloćudni tumor stvara kćeri stanice koje se tjelesnim putevima šire na druga mjesta u organizmu, tj. metastaziraju. U tom slučaju govori se o malignom tumoru, karcinomu ili raku. 
Cilj svakog liječenja je otkriti bolest u što ranijoj fazi, tako i kod tumora, kada su još mali i izlječivi, odnosno, mogu se u potpunosti ukloniti, no većina karcinoma ne daje simptome i teško se otkriva sve dok se kancerozne stanice ne prošire na druge organe. Dijagnostičke metode poput rendgena, magnetske rezonancije i ultrazvuka, mogu otkriti tumore kada imaju već nekoliko milimetara, međutim ne i one manje.

## Primjena tumorskih biljega
Tumorski markeri su supstancije koje se u povećanoj količini ponekad nađu u krvi, drugim tjelesnim tekućinama ili tkivima osoba koje imaju rak, a proizvodi ih sam maligni tumor ili domaćin i reagiraju na njihovu prisutnost.
Tumorski markeri su već duže poznati, 1846. godine je otkriven Bence-Jonesov protein, TM za plazmocitom, ali se naziv uvodi u praksu tek razvitkom imunokemije o mogućnošću određivanja proteina u nanogramskim koncentracijama. TM se mjere u maloj količini krvi uzete iz prsta ruke ili vene, a samo mjerenje traje prilično brzo otprilike 2-3 sata.
- Tumorski markeri se ne smiju upotrebljavati u dijagnozi maligne bolesti. Dijagnoza se smije postaviti samo histološkom analizom.
- Tumorski biljezi se ne koriste za masovni postupak probira (screening), jer nisu dovoljno osjetljivi i specifični (uz iznimke poput kalcitonina, PSA i AFP kod visokorizičnih skupina).
- Normalna razina tumorskog markera ne mora značiti da u tijelu ne postoji rak.
- Povišene razine TM u pravilu upućuju na postojanje raka.
- Mjerenje tumorskih biljega je pomoćna metoda u dijagnosticiranju raka.
- Razina tumorskih markera pomaže u procjeni veličine tumora, stadiju i tijeku bolesti, ali i uspjehu liječenja.
- Praćenje razine tumorskih biljega koristi u praćenju uspjeha terapije raka i prvi je znak, jer se mijenjaju već kod male promjene broja karcinomskih stanica, a zato s moraju određivati prije, za vrijeme i nakon terapije.

## Vrste tumorskih markera
- Humoralni - to su antigeni koji se nalaze u tjelesnim tekućinama zdravih osoba u neznatnim količinama, a njihova koncentracija raste ako ih određeni maligni tumor sintetizira i otpušta u krvotok, a mogu nastati i kao odgovor domaćina na prisutnost tumora.
- Celularni - to su antigeni smješteni u stanici ili na njezinoj membrani poput staničnog biljega za leukemiju, receptora za hormone i faktor rasta, molekularne genetičke promjene.

## Podjela tumorskih markera

### Proteini
- Karcinoembrionalni antigen (CEA) - onkofetalni protein.
- Alfa - fetoprotein (AFP) - glikoprotein i pripada grupi onkofetalnih proteina.
- Karbohidratni antigen 19-9 (CA 19-9) - prisutan je u serumu kao visokomolekularni mucin bogat ugljikohidratima.
- Karcinom antigen-skvamoznih stanica (SCC) - antigen udružen s tumorom, izoliran iz jetrenih metastaza cervikalnog karcinoma skvamoznih stanica.
- Karcinomski antigen 125 (CA 125) - glikoprotein.
- Karcinomski antigen 15-3 (CA 15-3)- mucinu sličan antigen.
- Karcinomski antigen 72-4 (CA 72-4)- glikoprotein.
- Antigen specifičan za prostatu (PSA) - glikoprotein.

### Hormoni
- Humani korionski gonadotropin (HCG) - glikoprotein
- Kalcitonin (CT) - polipeptid
- Adrenokortikotropni hormon (ACTH) -polipeptidni hormon
- Serotonin - bioaktivni amin
- Katekolamini - generički naziv za o-dihidrične fenole s aminoskupinom u postraničnom lancu.
- Steroidni hormoni - hormoni kore nadbubrežne žlijezde, ovarija i testisa.

### Enzimi
- Laktat dehidrogenaza (LDH)
- Alkalna fosfataza (AP)
- Kiela fosfataza (KP)
- Neuron-specifična enolaza (NSE)
- Kreatin-kinaza (CK)
- Gama-glutamil transferaza (GGT)
- Katepsin D
- 5-nukleotidaza (5'N)
- Fosfoheksoizomeraza (PHI)

## Vanjske poveznice
- Tumorski markeri (engl.)